# Can Bartu
Can Bartu (Estambul, 31 de enero de 1936-ib., 11 de abril de 2019) fue un futbolista turco. Formado como deportista en el Fenerbahçe Spor Kulübü, despuntó primero como baloncestista y después se pasó al fútbol profesional. Fue internacional tanto con la selección de baloncesto como con la selección de fútbol de Turquía.

## Trayectoria
Bartu formó parte del club deportivo Fenerbahçe desde joven. En un primer momento se decantó por el baloncesto, obtuvo un puesto en el primer equipo de la sección de básquet y llegó a ser internacional por la selección turca en seis ocasiones.
Cuando tenía 19 años, el entrenador Fikret Arıcan le invitó a formar parte del equipo de fútbol. El 25 de enero de 1957 debutó como futbolista profesional ante el Beyoğluspor, con dos goles y una asistencia, y horas después jugó con el equipo de baloncesto. Esta situación no duró mucho tiempo: a partir de 1957 se decantó exclusivamente por el fútbol, desempeñándose como centrocampista ofensivo. En su primera etapa con los canarios ganó dos ligas turcas en 1959 y 1961.
En la temporada 1961-62 fue traspasado a la Fiorentina de la liga italiana y llegó a jugar la final de la Recopa de Europa 1962. Después de un año en el A.C. Venezia y su posterior regreso a la Fiorentina, en 1964 se marchó a la Società Sportiva Lazio y permaneció allí durante las siguientes tres temporadas, con un saldo de 46 partidos oficiales y cuatro goles. La afición blanquiceleste llegó a apodarle «el Señor» por su estilo de juego y por su buen comportamiento.
Tras seis años en el fútbol italiano, Bartu regresó en 1967 al Fenerbahçe para sumar dos ligas más a su palmarés, las de la temporada 1967-1968 y 1969-70. Terminó retirándose del deporte profesional en 1970, a los 34 años. Uno de sus gestos más recordados fue el intercambio de camisetas con Metin Oktay, leyenda del Galatasaray, que aún hoy sigue siendo un ejemplo de deportividad en el fútbol turco.

### Selección nacional
Bartu fue internacional con la selección de fútbol de Turquía desde 1956 hasta 1968, en los que disputó 26 partidos y marcó seis goles.
Debutó el 16 de noviembre de 1956 en un amistoso frente a Polonia. En octubre de 1958, en un partido oficial contra Rumanía que era clasificatorio para la Eurocopa 1960, Bartu tuvo que jugar los últimos 13 minutos como guardameta porque el titular Turgay Şeren se había lesionado. La última presencia del centrocampista con su selección nacional fue el 23 de octubre de 1968 contra Irlanda del Norte.

## Vida posterior
Después de retirarse del fútbol profesional, Bartu se convirtió en un columnista deportivo para el diario Hürriyet, así como comentarista deportivo para la televisión turca. La UEFA le nombró «embajador» de la final de la Copa de la UEFA 2008-09 que se celebró en el estadio Şükrü Saracoğlu. Por su parte, el Fenerbahçe le puso su nombre a las nuevas instalaciones de entrenamiento.
Can Bartu falleció el 11 de abril de 2019, a los 83 años.